# Monumento Internacional al Minero
El Monumento Internacional al Minero es una escultura localizada en la plaza La Paz en Mieres (Asturias). Es una obra de Miguel Ángel Lombardía.
Tiene un estilo figurativo postmodernista, mide unos 4 metros de altura y está hecha en bronce.
La escultura fue realizada por petición popular después del accidente de 1995 en el Pozo San Nicolás donde murieron 14 mineros por una explosión de grisú. Se inauguró el 4 de noviembre de 1996, coincidiendo con la festividad de Santa Bárbara, patrona de los mineros.